# 仙后座V649
仙后座V649，又名BD+61 2413，HD 219634、SAO 20531、HR 8854，是仙后座的一颗恒星，视星等为6.53，位于銀經112.02，銀緯1.12，其B1900.0坐标为赤經23h 12m 8.9s，赤緯+61° 1.12′ 3″。